# Araukana

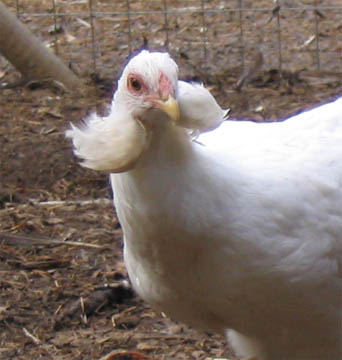
Slepice araucana

Araukana je plemeno kura domácího pocházející z Chile. Araukany chovali původně jihoameričtí indiáni zvaní Araukáni. Odtud pochází i název plemene. Slepice araukany snášejí tyrkysová vajíčka. Chovají se ve dvou varietách - varieta s ocasem a varieta bez ocasu.

## Charakteristika
Vyznačuje se živým temperamentem, svou vitálností a poměrně rychlým růstem.
Barva kůže je žlutá a barva běháků nazelenalá. Dle některých literárních údajů obsahují vejce araukan v porovnání s jinými plemeny méně cholesterolu.

## Hmotnost
| Pohlaví | Váha   |
| ------- | ------ |
| kohout  | 2,0 kg |
| slepice | 1,5 kg |

Země původu
Chile
Vejce
snáška: 170–180 vajec
Hmotnost vejce: 53–60 g

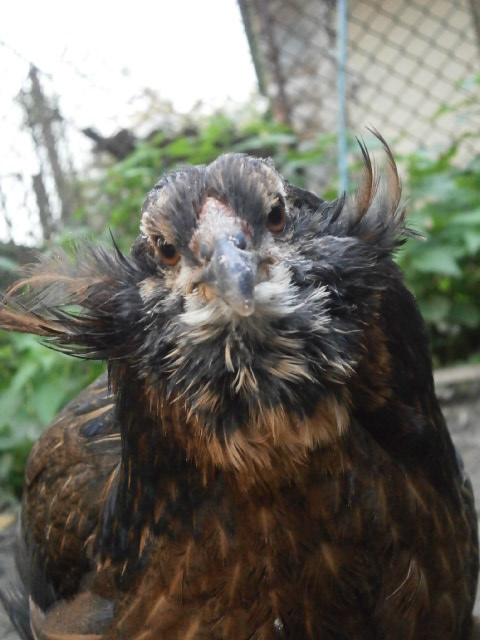
Araukana, divoké zbarvení

Barva vejce: zelená, namodralá až lehce narůžovělá
Velikost nánožních kroužků
| pohlaví | Velikost nánožních kroužků |
| ------- | -------------------------- |
| kohout  | 18 mm                      |
| slepice | 16 mm                      |